# Nierówność tożsamościowa
Nierówność tożsamościowa – nierówność, którą spełniają wszystkie liczby rzeczywiste (lub elementy innej rozważanej algebry).

## Przykład
Zadanie polega na znalezieniu wszystkich {\displaystyle z} będących rozwiązaniem nierówności
{\displaystyle 5(z+1)>{\frac {8z+4}{4}}+3z}
Rozwiązanie:
{\displaystyle 5z+5>2z+1+3z}
{\displaystyle 5z+5>5z+1}
{\displaystyle 5>1}
Nierówność 5 > 1 jest tożsamościowa, czyli spełnia ją każda liczba rzeczywista podstawiona pod zmienną z, zatem i początkowa nierówność jest tożsamościowa.